# Comité central socialiste révolutionnaire
Le Comité central socialiste révolutionnaire (CCSR) est une petite organisation politique française, issue du blanquisme.
Fondé en 1889, à la suite d'une scission au sein du Comité révolutionnaire central, le CCSR a été proche du boulangisme.
Selon l'historien Bertrand Joly, « Le CCSR, qui n'est plus ni central ni socialiste ni révolutionnaire, ne compte plus dès 1891, avec des effectifs estimés par la police à une centaine d'adhérents ».

## Histoire

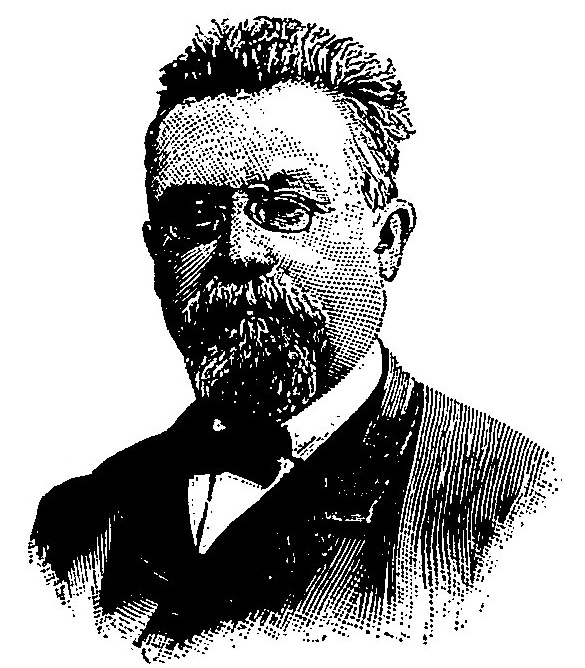
Ernest Granger

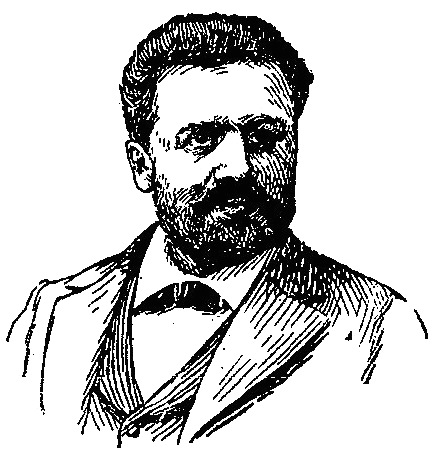
Ernest Roche

### La scission de 1889
Structure du mouvement blanquiste depuis 1881, le Comité révolutionnaire central (CRC) connaît des tiraillements à partir de 1887, car une partie des militants considère le boulangisme comme une opportunité révolutionnaire jacobine, compatible avec les idées de Blanqui, contrairement à Vaillant, qui refuse de relativiser le rôle du général lors de la Semaine sanglante et voit en lui une menace dictatoriale de type bonapartiste. Ces arguments anti-boulangistes font cependant débat au sein du socialisme car le boulangisme est aussi un mouvement populaire, dirigé contre la république bourgeoise des « opportunistes » (soutenus, entre autres, par les socialistes de la Fédération des travailleurs socialistes de France (« possibilistes »), rivaux des blanquistes) et mené par des personnalités d'extrême gauche telles que le bienfaiteur des publications blanquistes, l'ancien communard Henri Rochefort. Ce dernier organise d'ailleurs une entrevue secrète, en mars 1888, entre Boulanger et le chef incontesté des blanquistes, Émile Eudes. Mais celui-ci meurt brutalement le 5 août, avant d'avoir pu imposer à ses partisans l'accord conclu avec le général.
Évitée lors de l'élection législative partielle parisienne du 27 janvier 1889, grâce à une candidature Boulé votée par une majorité de blanquistes et de guesdistes, la scission se produit quelques mois plus tard, en août, à l'occasion de la préparation des élections générales, quand Granger propose de ne pas présenter de blanquiste à Belleville face à son ami Rochefort, s'opposant ainsi à une autre partie du comité, dominée par les anti-boulangistes Vaillant et Chauvière, qui appuie la candidature du docteur Étienne Susini (qu'il ne faut pas confondre avec le boulangiste Paul Susini). Leur proposition n'ayant pas remporté la majorité des suffrages (par 28 voix contre 28), Granger et ses partisans quittent le comité et fondent le CCSR.
Malgré des militants regroupés autour des personnalités de la « vieille garde » blanquiste, plusieurs organes de presse (Le Ralliement, Le Blanquiste puis Le Réveil du Peuple) ainsi qu'une peite organisation de jeunesse autonome gravitant autour du parti ("Jeunesse Blanquiste" créé en août 1891 ne comptant que entre 50 et 100 membres), le CCSR, victime de l'essoufflement du mouvement boulangiste et du rejet de ce dernier par le mouvement ouvrier, connaît des résultats électoraux décevants.
À partir de 1890 et les révélations des Coulisses du boulangisme du journaliste et ancien boulangiste Gabriel Terrail ("Mermeix"), le CCSR et Granger sont totalement discrédités face à l'alliance entre boulangiste et monarchiste. De plus, Vaillant réécrit ses choix passés en faisant de lui quelqu'un qui se méfiait dès le départ de Boulanger et c'est après avoir compris sa véritable intension qu'il a voulu s'en éloigner. Cette réinterprétation renforce l'idée que les membres du CCSR ont été aveuglés par le général.

### Le CCSR après le boulangisme
Les rapports entre le CCSR et les socialistes anti-boulangistes sont donc d'abord extrêmement tendus, comme en témoigne la violente bagarre qui éclate entre les deux camps le 25 mai 1890, en marge d'une commémoration de la Semaine sanglante au mur des Fédérés, au cours de laquelle, le rédacteur de L'Égalité, Émile Odin, muni d'une canne-hachette, blesse grièvement le secrétaire du CCSR, Emile Rouillon, qui, grièvement blessé, mourra de ses blessures en septembre de la même année. Il faut par conséquent attendre la fusillade de Fourmies et la mort de Boulanger, en 1891, pour que les blanquistes du CCSR et les rochefortistes (organisés en une « Ligue socialiste intransigeante » et secondés par la « Commission ouvrière socialiste du travail » de Frédéric Boulé) commencent à renouer avec les autres socialistes. Ainsi, en janvier 1893, les députés du CCSR s'associent aux guesdistes et aux socialistes indépendants en signant le manifeste électoral révisionniste de Cluseret. En 1895, une réunification des blanquistes serait même envisagée par Vaillant et accueillie assez favorablement par les ex-boulangistes.
Cette volonté unitaire, partagée par les membres du CCSR, est cependant entravée par leur rejet de l'internationalisme marxiste (par patriotisme, ils refusent tout contact avec les « socialistes allemands ») et par leur rancœur à l'égard des possibilistes. Ces contacts épars avec les groupes socialistes prennent fin avec l'Affaire Dreyfus. Le 20 février 1898, le CCSR publie en effet un manifeste antidreyfusard qui désavoue Jaurès et conclut : « c'est comme socialistes, c'est comme patriotes que nous répudions de toutes nos forces la campagne de réhabilitation et de révision ».
Le 11 juin 1898, Alfred Gabriel fonde le "Parti républicain socialiste français" (à ne pas confondre avec le Parti républicain-socialiste qui sera créé sous le même nom en 1911) pour rassembler les militants rochefortistes et blanquistes nationalistes et antidreyfusards. Ce nouveau parti, qui a Robert Poirier de Narçay pour secrétaire, Eugène Janiaud pour trésorier et compte Ernest Roche, Adrien Farjat, gendre d'Emile Eudes, Paulin Méry, Édouard Dubuc et Max Régis, Charles Bernard, etc. parmi ses adhérents et se distingue du CCSR par son nationalisme et surtout par son antisémitisme explicite, dans la lignée des blanquistes Gustave Tridon et Albert Regnard.
Après l'Affaire, le CCSR reprend ou continue à mener un semblant d'existence autonome, jusqu'en 1908. Mais ses activités sont désormais réduites à l'organisation de commémorations de la Commune et des chefs blanquistes défunts (Blanqui, Eudes). Marginalisé par l'unification des formations socialistes au sein de la SFIO, le CCSR finit par disparaître avant la Première Guerre mondiale.

## Membres du CCSR
- Si vous ne connaissez pas le sujet, laissez ce bandeau (vous pouvez alors contacter les auteurs).
- Si vous supprimez le contenu mis en cause (vous pouvez préalablement contacter les auteurs),

argumentez précisément cette suppression dans la page de discussion
(un manque de référence n'est pas un argument ; une recherche réelle de référence doit avoir été effectuée, être formellement documentée).
- Oscar Archain[21],[22]
- Achille Ballière[23]
- Charles Bigot[19]
- Fernand Boucher[19]
- Louis Bourchanin[19]
- Alfred Breuillé[4]
- Julien Caron[24]
- Gaston Da Costa[23],[25]
- Jean Daniel (homme politique)[21]
- Adrien Farjat[19]
- Georges Feltesse[4],[19]
- H. Francard[4],[19]
- Alfred Gabriel[8]
- Alexandre Girault[26]
- Georges Girou[23]
- Ernest Granger[4]
- Armand Grébauval[22]
- Clovis Hugues[22]
- Antoine Jourde[8]
- Hippolyte Larregieux[27]
- Nemours Mounier[19]
- Henri Neveu[6]
- Paulin Méry[28]
- L. Petit[19]
- Henri Place[10]
- Eugène Protot[29]
- S. Remoussin[19]
- Ernest Roche[19]
- Émile Rouillon[19]
- Émile Delhomme
- Louis Ledrux
- Alexis Deloche